# Vòng loại Giải vô địch bóng đá thế giới 1958
Tổng cộng có 55 đội tuyển quốc gia đăng ký tham dự vòng loại Giải vô địch bóng đá thế giới 1958, nhằm cạnh tranh cho 16 suất tham dự vòng chung kết. Thụy Điển, với tư cách là nước chủ nhà, và Tây Đức, với tư cách là nhà đương kim vô địch, được đặc cách vào thẳng, các quốc tham gia trành tài 14 suất còn thông qua vòng loại.

## Quá trình vòng loại
Khác với bốn kỳ World Cup trước đó – nơi thể thức thi đấu vòng loại rất khác nhau, thậm chí gây tranh cãi và ghi nhận nhiều trường hợp rút lui – kể từ giải đấu năm 1958, FIFA bắt đầu áp dụng một hệ thống phân chia khu vực hợp lý hơn. Cụ thể, các đội tuyển được chia theo các khu vực châu lục, mỗi khu vực được phân bổ số suất tham dự vòng chung kết cụ thể, và FIFA giao quyền tổ chức vòng loại cho các liên đoàn châu lục tương ứng: UEFA (châu Âu), CONMEBOL (Nam Mỹ), NAFC (Bắc Mỹ), CCCF (Trung Mỹ và Caribe), CAF (châu Phi), AFC (châu Á), (Liên đoàn châu Đại Dương – OFC – chỉ được thành lập sau này.)
16 suất tham dự vòng chung kết World Cup 1958 được phân chia như sau:
- Châu Âu (UEFA): 11 suất, trong đó 2 suất thuộc về Thụy Điển và Tây Đức với tư cách đặc cách; 9 suất còn lại được 27 đội tuyển tranh tài.
- Nam Mỹ (CONMEBOL): 3 suất, được 9 đội tranh tài.
- Bắc, Trung Mỹ và Caribe (NAFC/CCCF): 1 suất, được 6 đội tranh tài.
- Châu Phi (CAF) và Châu Á (AFC): 1 suất duy nhất, được 11 đội tranh tài (bao gồm cả Israel, Síp và Thổ Nhĩ Kỳ).

Tuy nhiên, FIFA áp dụng một quy định mới: không đội tuyển nào được phép giành quyền vào vòng chung kết mà không thi đấu ít nhất một trận – phản ánh tình trạng của các kỳ World Cup trước đó, khi nhiều đội vượt qua vòng loại chỉ vì đối thủ rút lui. Do đó, mặc dù Israel đã giành chiến thắng ở khu vực châu Phi – châu Á mà không phải thi đấu (do đối thủ lần lượt rút lui), FIFA yêu cầu đội tuyển này phải đá một trận play-off với một đội châu Âu không vượt qua vòng loại. Đội thắng trận play-off này mới chính thức giành quyền tham dự World Cup. Kết quả là, trên thực tế, châu Âu được trao 11,5 suất, trong khi châu Phi và châu Á chỉ có 0,5 suất.
Có tổng cộng 89 trận được tổ chức với 46 đội tuyển đã thi đấu ít nhất một trận vòng loại. 341 bàn thắng được ghi, với trung bình 3,83 bàn/trận.

## Vòng loại khu vực

### AFC và CAF
Có bốn vòng:
- Vòng 1: 8 đội chia thành 4 cặp đấu loại trực tiếp để xác định 4 đội thắng.
- Vòng 2: 4 đội thắng ở vòng 1 lập thành 1 bảng, thi đấu vòng tròn; 2 đội đứng đầu vào vòng 3.
- Vòng 3: 2 đội còn lại tranh nhau 1 suất vào trận play-off liên lục địa CAF/AFC – UEFA.

#### Vòng 3
| VT | Đội    | ST | T | H | B | BT | BB | TLB | Đ | Giành quyền tham dự                                                    |  | Israel | Sudan |
| -- | ------ | -- | - | - | - | -- | -- | --- | - | ---------------------------------------------------------------------- |  | ------ | ----- |
| 1  | Israel | 0  | 0 | 0 | 0 | 0  | 0  | —   | 0 | Trận play-off liên lục địa vì không có trận đấu nào được diễn ra       |  | —      | —     |
| 2  | Sudan  | 0  | 0 | 0 | 0 | 0  | 0  | —   | 0 | Các đội từ chối ra sân với Israel vì cuộc tẩy chay của Liên đoàn Ả Rập |  | —      | —     |

### CCCF and NAFC
6 đội tuyển được chia thành 2 bảng, mỗi bảng gồm 3 đội (Bảng 1 gồm các đội Bắc Mỹ, Bảng 2 gồm các đội Trung Mỹ và Caribe). Các đội trong mỗi bảng thi đấu với nhau theo thể thức lượt đi – lượt về. Đội đứng đầu mỗi bảng giành quyền vào vòng chung kết khu vực. Hai đội đầu bảng này sau đó tiếp tục đối đầu theo thể thức sân nhà – sân khách. Đội thắng chung cuộc giành suất duy nhất của khu vực để tham dự vòng chung kết World Cup.
| VT | Đội        | ST | T | H | B | BT | BB | TLB   | Đ | Giành quyền tham dự |  | México | Costa Rica |
| -- | ---------- | -- | - | - | - | -- | -- | ----- | - | ------------------- |  | ------ | ---------- |
| 1  | México     | 2  | 1 | 1 | 0 | 3  | 1  | 3,000 | 3 | 1958 FIFA World Cup |  | —      | 2–0        |
| 2  | Costa Rica | 2  | 0 | 1 | 1 | 1  | 3  | 0,333 | 1 |                     |  | 1–1    | —          |

### CONMEBOL
9 đội tuyển được chia thành 3 bảng, mỗi bảng gồm 3 đội. Các đội thi đấu vòng tròn lượt đi – lượt về. Đội đứng đầu mỗi bảng sẽ giành quyền tham dự vòng chung kết World Cup 1958.

### UEFA
27 đội tuyển được chia thành 9 bảng, mỗi bảng gồm 3 đội. Các đội thi đấu vòng tròn lượt đi – lượt về. Đội đứng đầu mỗi bảng giành quyền tham dự vòng chung kết.Đáng chú ý, Đan Mạch, Đông Đức, Iceland và Liên Xô đều có lần đầu tiên tham dự vòng loại World Cup.

## Play-off liên lục địa
Vì Israel giành quyền thắng ở khu vực châu Phi – châu Á mà không thi đấu trận nào (do các đối thủ rút lui), FIFA yêu cầu họ tham dự một trận play-off đặc biệt với một đội về nhì ở một bảng đấu UEFA/CONMEBOL/CCCF/NAFC. Trận này cũng diễn ra theo thể thức lượt đi – lượt về, và đội thắng sẽ giành quyền đến vòng chung kết. Uruguay, đội từng 2 lần vô địch thế giới, từ chối tham dự. Trong khi đó, Bắc Ireland và Ý vẫn còn một trận quyết định chưa thi đấu nên không thể được lựa chọn. Các đội về nhì còn lại gồm Bỉ, Bulgaria, Wales, Hà Lan, Ba Lan, Romania, Tây Ban Nha, Peru, Bolivia và Costa Rica được đưa vào bốc thăm. Sau khi Bỉ từ chối, Xứ Wales, đội xếp nhì bảng 4 khu vực UEFA, đã được chọn tham dự trận play-off với Israel.
| VT | Đội    | ST | T | H | B | BT | BB | HS | Đ | Giành quyền tham dự |  | Wales | Israel |
| -- | ------ | -- | - | - | - | -- | -- | -- | - | ------------------- |  | ----- | ------ |
| 1  | Wales  | 2  | 2 | 0 | 0 | 4  | 0  | +4 | 4 | 1958 FIFA World Cup |  | —     | 2–0    |
| 2  | Israel | 2  | 0 | 0 | 2 | 0  | 4  | −4 | 0 |                     |  | 0–2   | —      |

## Đội tuyển vượt qua vòng loại

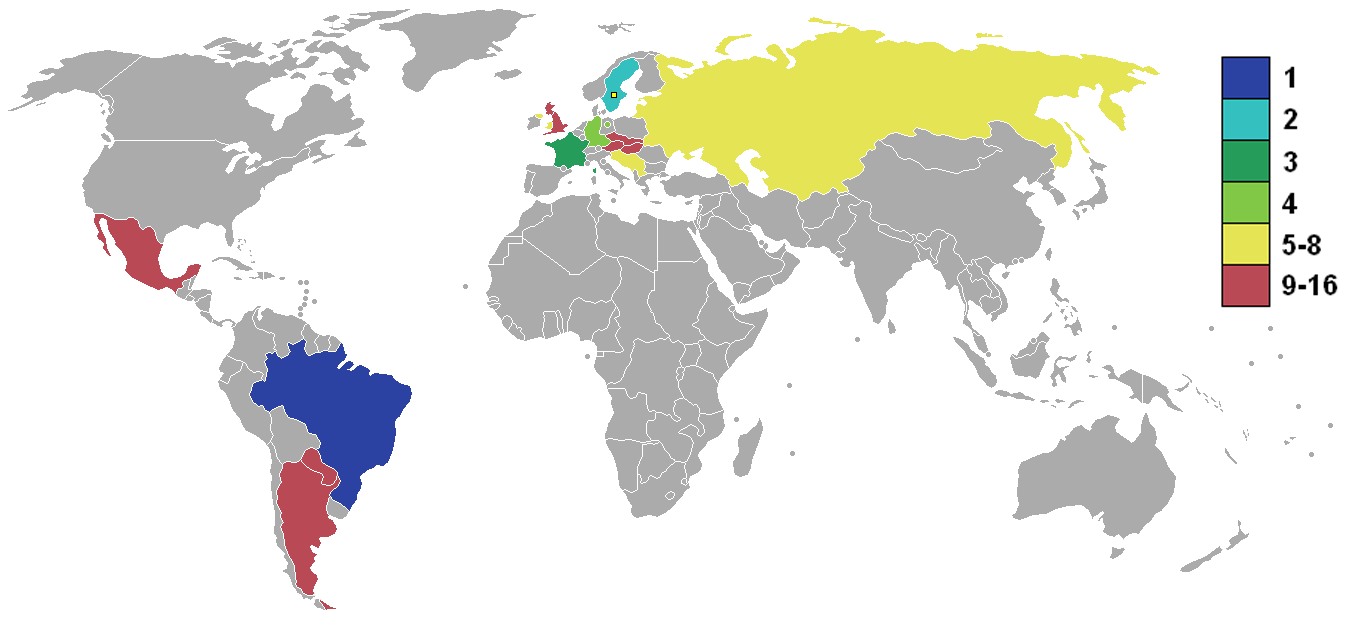
Các đội tuyển vượt qua vòng loại

| Đội tuyển                     | Ngày vượt qua vòng loại | Số lần tham dự vòng chung kết | Chuỗi tham dự liên tiếp | Lần tham dự cuối cùng |
| ----------------------------- | ----------------------- | ----------------------------- | ----------------------- | --------------------- |
| Argentina                     | 27 tháng 10 năm 1957    | 3                             | 1                       | 1934                  |
| Áo                            | 29 tháng 9 năm 1957     | 3                             | 2                       | 1954                  |
| Brasil                        | 21 tháng 4 năm 1957     | 6                             | 6                       | 1954                  |
| Tiệp Khắc                     | 27 tháng 10 năm 1957    | 4                             | 2                       | 1954                  |
| Anh                           | 19 tháng 5 năm 1957     | 3                             | 3                       | 1954                  |
| Pháp                          | 27 tháng 10 năm 1957    | 5                             | 2                       | 1954                  |
| Hungary                       | 10 tháng 11 năm 1957    | 4                             | 2                       | 1954                  |
| México                        | 27 tháng 10 năm 1957    | 4                             | 3                       | 1954                  |
| Bắc Ireland                   | 15 tháng 1 năm 1958     | 1                             | 1                       | —                     |
| Paraguay                      | 14 tháng 7 năm 1957     | 3                             | 1                       | 1950                  |
| Scotland                      | 6 tháng 11 năm 1957     | 2                             | 2                       | 1954                  |
| Thụy Điển (hosts)             | 23 tháng 6 năm 1950     | 4                             | 1                       | 1950                  |
| Liên Xô                       | 24 tháng 11 năm 1957    | 1                             | 1                       | —                     |
| Wales                         | 5 tháng 2 năm 1958      | 1                             | 1                       | —                     |
| Tây Đức (defending champions) | 4 tháng 7 năm 1954      | 4                             | 2                       | 1954                  |
| Nam Tư                        | 17 tháng 11 năm 1957    | 4                             | 3                       | 1954                  |

## Cầu thủ ghi bàn
8 bàn thắng
- Tommy Taylor

7 bàn thắng
- Thadée Cisowski

5 bàn thắng
- Crescencio Gutiérrez
- Jackie Mudie

4 bàn thắng
- Paul Vandenberg
- Tadeusz Kraus
- John Atyeo
- Ferenc Machos
- Rusli Ramang
- Edward Jankowski
- Nikita Simonyan
- Ladislao Kubala

3 bàn thắng
- Omar Oreste Corbatta
- Norberto Menéndez
- Gerhard Hanappi
- Maurice Willems
- Máximo Alcócer
- Hristo Iliev
- Jorge Hernán Monge
- Rodolfo Herrera González
- Álvaro Murillo
- Jean Vincent
- Dermot Curtis
- Alfredo Hernández
- Héctor Hernández
- Salvador Reyes Monteón
- Abe Lenstra
- Noud van Melis
- Jimmy McIlroy
- Juan Bautista Agüero
- Florencio Amarilla
- Anatoli Ilyin
- Eduard Streltsov
- Des Palmer
- Muhamed Mujić

2 bàn thắng
- Roberto Zárate
- Hans Buzek
- Theodor Wagner
- Henri Coppens
- Victor Mees
- Richard Orlans
- Georgi Dimitrov
- Panayot Panayotov
- Art Hughes
- Brian Philley
- Gogie Stewart
- Jaime Ramírez
- Mario Cordero
- Rubén Jiménez Rodríguez
- Danilo Montero Campos
- Wilfred de Lanoy
- Ove Bech Nielsen
- Günther Wirth
- Duncan Edwards
- Célestin Oliver
- Roger Piantoni
- Joseph Ujlaki
- Francisco López Contreras
- Lajos Csordás
- Nándor Hidegkuti
- Ríkharður Jónsson
- Þórður Jónsson
- Þórður Þórðarson
- Guido Gratton
- Carlos González
- Héctor Hernández
- Ligorio López
- Enrique Sesma
- Cor van der Gijp
- Harald Hennum
- Ángel Jara Saguier
- Enrique Jara Saguier
- Lucjan Brychczy
- Gerard Cieślik
- Manuel Vasques
- Alexandru Ene
- Anatoli Isayev
- Igor Netto
- Estanislao Basora
- Alfredo di Stéfano
- Luis Suárez Miramontes
- Josef Hügi
- Roger Vonlanthen
- Ed Murphy
- Ivor Allchurch
- Cliff Jones
- Miloš Milutinović

1 bàn thắng
- Norberto Conde
- Eliseo Prado
- Robert Dienst
- Walter Haummer
- Karl Koller
- Ernst Kozlicek
- Helmut Senekowitsch
- Karl Stotz
- Otto Walzhofer
- André Van Herpe
- Denis Houf
- André Piters
- Ricardo Alcón
- Ausberto García
- Didi
- Índio
- Spiro Debarski
- Todor Diev
- Ivan Petkov Kolev
- Krum Yanev
- Norm McLeod
- Ostap Steckiw
- Guillermo Díaz
- Nian Weisi
- Sun Fucheng
- Wang Lu
- Zhang Honggen
- Carlos Arango
- Ricardo Díaz
- Jaime Gutiérrez
- Juan Soto Quiros
- Edgard Meulens
- Hubert Sambo
- Vlastimil Bubník
- Pavol Molnár
- Anton Moravčík
- Ladislav Novák
- Aage Rou Jensen
- John Jensen
- Manfred Kaiser
- Helmut Müller
- Willy Tröger
- Johnny Haynes
- Olavi Lahtinen
- Mauri Vanhanen
- Said Brahimi
- René Dereuddre
- Maryan Wisnieski
- Kostas Nestoridis
- Vaggelis Panakis
- Augusto Espinoza
- Jorge Vickers
- József Bozsik
- Károly Sándor
- Lajos Tichy
- Eddang Witarsa
- George Cummins
- Johnny Gavin
- Alf Ringstead
- Sergio Cervato
- Dino da Costa
- Gino Pivatelli
- Jean-Pierre Fiedler
- Johnny Halsdorf
- Léon Letsch
- Jaime Belmonte
- Toon Brusselers
- Coen Dillen
- Kees Rijvers
- Servaas Wilkes
- Billy Bingham
- Tommy Casey
- Wilbur Cush
- Billy Simpson
- Kjell Kristiansen
- Óscar Aguilera
- Alberto Terry
- Ginter Gawlik
- Matateu
- António Dias Teixeira
- Cornel Cacoveanu
- Titus Ozon
- Iosif Petschovsky
- Nicolae Tătaru
- John Hewie
- Tommy Ring
- Archie Robertson
- Alex Scott
- Gordon Smith
- Genrich Fedosov
- Valentin Kozmich Ivanov
- Boris Tatushin
- Yuri Voinov
- Miguel González
- Enrique Mateos
- Suleiman Faris
- Siddiq Manzul
- Robert Ballaman
- Ferdinando Riva
- Jabra Al-Zarqa
- Harry Keough
- Ruben Mendoza
- James Murphy
- Javier Ambrois
- Eladio Benítez
- William Martínez
- Óscar Míguez
- Dave Bowen
- Mel Charles
- Roy Vernon
- Dobrosav Krstić
- Aleksandar Petaković

1 bàn phản lưới nhà
- Edgar Falch (trong trận gặp Hungary)
- Ray Daniel (trong trận gặp Tiệp Khắc)